# El pasado muerto
El pasado muerto (título original en inglés: The Dead Past) es una novela corta de ciencia ficción de Isaac Asimov publicada por primera vez en la edición de abril de 1956 de la revista Astounding Science Fiction y recopilado en la antología Con la Tierra nos basta.

## Argumento
En un futuro indeterminado, la ciencia es férreamente dirigida en sus investigaciones por el gobierno, guiados por Multivac. En principio, se trata de realizar la optimización de recursos, impidiendo que los científicos pierdan tiempo en cosas distintas a su especialidad en investigaciones banales.
Pero pronto al lector se le van mostrando preocupantes datos que recuerdan a otras novelas donde el conocimiento es cuidadosamente mantenido fuera del alcance del pueblo (1984, Fahrenheit 451). La especializada de los servicios sociales y de la cultura que ningún científico sabe apenas nada de un campo diferente del suyo, la injerencia en otros campos distintos a los de su especialización es observada como una perniciosa anarquía, una falta ética grave y en algunos casos incluso un delito.
En este ambiente, un historiador solicita repetidamente acceso al cronoscopio, un aparato que permite observar el pasado mediante la aplicación práctica de la neutrínica. Su solicitud es siempre denegada y, ante la frustración del historiador, este empieza a indagar el por qué de esta negativa. Y llega a la conclusión de que el gobierno está impidiendo deliberadamente la investigación con cronoscopia, valiéndose entre otras cosas de una especialización tal que nadie ha vuelto a realizar un avance en neutrínica desde hace 50 años, donde incluso esta ciencia ha desaparecido de la enseñanza en la universidad.